# فينزن (لوهه)
فينزن (بالألمانية: Winsen (Luhe)) هي بلدة ألمانية تقع في سكسونيا السفلى في ألمانيا. يقدر عدد سكانها بـ 33,336 نسمة .

## المدن التوأمة
مدن بريتزواك، فوكوي، فوكوي، Le Pont-de-Claix و Drezdenko هي مدن توأمة لفينزن (لوهه).

## أعلام
- ريجينا ويبر
- رودلف ماير
- هندريك هيلمكه
- يوهان بيتر إيكرمان